# Баруа, Мунин
Мунин Баруа (ассам. মুনিন বৰুৱা; 5 ноября 1946, Голагхат — 7 апреля 2018, Гувахати) — индийский сценарист и кинорежиссёр
, снимавший фильмы на ассамском языке.

## Биография
Родился 5 ноября 1946 года в деревне Кумтай округа Голагхат индийского штата Ассам.
Баруа начал карьеру в кино в середине 1970-х, первоначально сыграв на мандолине для записи фоновой музыки в фильме Mamata (1973), затем как ассистент режиссёра в фильме Faguni.
После этого он работал в качестве сценариста и помощника режиссёра в таких фильмах Шивы Прасада Тхакура, как Bowari (1982), Ghar Sangsar (1983), Son Moina (1984) и Mon Mandir (1985).
Всего он написал сценарии как минимум для 21 фильма, в том числе Ek Desh Mor Desf (1986), Bhai Bhai (1988) Биджу Пхукана и Sewarli (1989).
В качестве режиссёра он дебютировал в фильме Pratima 1987 года, снятом совместно с Нипоном Госвами, после чего создал такие хиты как Pita Putra (1988), Pahari Kanya (1990), Prabhati Pakhir Gaan (1992). Среди других его популярных фильмов: Daag (2001), Kanyadaan (2002), Bidhata и Barood (2003), Rong (2004) и Ramdhenu (2011).
Hiya Diya Niya, выпущенный в 2000 году, стал первым блокбастером ассамского кино, заработав в прокате 1 крор (1 млн рупий) при бюджете 25 лакх (2,5 тыс. рупий).
Баруа получил государственную награду за лучшую режиссуру в романтической драме Nayak в 2002
и национальную кинопремию за лучший художественный фильм на ассамском языке за Dinabandhu в 2005 году.
Его последним фильмом был Priyar Priyo с Зубином Гаргом в главной роли, вышедший в 2017 году. В тот же год режиссёр был отмечен Prag Cine Awards за пожизненные достижения. В 2018 год он был выбран для награждения премией имени доктора Бхабендры Натха Сайкии.
В течение двух десятилетий он также написал около 90 популярных пьес и поставил телесериал Papu Niipur Sangbad, название которого стало нарицательным в Ассаме.
Баруа скончался в своей резиденции в Кахилипаре (Гувахати) около 1:55 в ночь на 7 апреля 2018 года. 
У него остались жена Манджула, которая была актрисой и художником по костюмам в ассамской киноиндустрии, сын Манас и дочь Пуджа.